# Alemán
Alemán är en ort i Mexiko.   Den ligger i kommunen San Andrés Zautla och delstaten Oaxaca, i den sydöstra delen av landet, 300 km sydost om huvudstaden Mexico City. Alemán ligger 1 632 meter över havet och antalet invånare är 855.
Terrängen runt Alemán är varierad. Runt Alemán är det mycket tätbefolkat, med 2 431 invånare per kvadratkilometer. Närmaste större samhälle är Oaxaca de Juárez, 18,6 km sydost om Alemán. Omgivningarna runt Alemán är en mosaik av jordbruksmark och naturlig växtlighet.